# Roque Joaquín de Alcubierre
Roque Joaquín de Alcubierre né à Saragosse le 16 août 1702 et mort à Naples le 14 mars 1780, était un militaire, pionnier de l'archéologie. Il est célèbre pour ses travaux sur les sites de Pompéi et Herculanum, enfouis lors de l'éruption du Vésuve de 79 ap. J.-C.

## Biographie
Ingénieur militaire, soutenu par le roi de Naples Charles VII, il dirige de 1738 à sa mort les premières fouilles systématiques d'Herculanum (1738), de Pompéi (1748) et de Stabies (1749).